# Collari d'oro al merito sportivo 2020
La cerimonia di premiazione dei collari d'oro al merito sportivo del 2020 si è svolta il 12 ottobre 2021, posticipata di quasi un anno per via della pandemia di COVID-19 in Italia del 2020.
Il tradizionale appuntamento per il conferimento della massima onorificenza sportiva italiana è avvenuto alla presenza del Presidente CONI Giovanni Malagò, e al Segretario Generale, Carlo Mornati, il Sottosegretario con delega allo Sport, Valentina Vezzali, il Presidente del Comitato Italiano Paralimpico, Luca Pancalli, il Presidente di Sport e Salute, Vito Cozzoli, il Presidente del Consiglio Regionale della Lombardia, Alessandro Fermi, il Prefetto di Milano, Renato Saccone, il Questore Giuseppe Petronzi e il Rettore della Bocconi, Gianmario Verona.
Nella circostanza viene conferita anche la Palma d'oro al Merito tecnico.

## Collari d'oro al merito sportivo

### Atleti
- Ciclismo: Vittorio Adorni, Marino Basso, Giuseppe Saronni, Felice Gimondi, Moreno Argentin, Maurizio Fondriest, Gianni Bugno (Corsa su Strada Pro), Francesco Moser (Corsa su Strada Pro e Corsa su Pista Inseguimento), Renato Bongioni, Vittorio Marcelli, Claudio Corti, Gianni Giacomini, Mirco Gualdi (Corsa su Strada Dilettanti), Danilo Grassi, Mario Maino, Antonio Tagliani, Dino Zandegù, Severino Andreoli, Ferruccio Manza, Pietro Guerra, Luciano Dalla Bona, Mino Denti, Giuseppe Soldi, Roberto Fortunato, Mario Scirea, Flavio Anastasia, Andrea Peron, Gianfranco Contri, Luca Colombo, Rossano Brasi, Cristian Salvato, (Corsa Cronometro a squadre), Antonio Castello, Gino Pancino, Luigi Roncaglia, Lorenzo Bosisio, Giorgio Morbiato, Pietro Algeri, Roberto Amadio, Massimo Brunelli, Giampaolo Grisandi, (Corsa su Pista inseguimento a squadre), Claudio Golinelli, Luigi Borghetti, (Corsa su Pista Velocità individuale), Bruno Gonzato, Dino Verzini, Walter Gorini, Giordano Turrini (Tandem), Gianni Sartori (Corsa Su Pista Dilettanti)
- Motociclismo: Enea Bastianini (Motomondiale - classe Moto2)
- Nuoto Pinnato: Stefano Figini (Carriera)[2]
- Sport Invernali: Dominik Paris (Sci alpino - SuperG), Dorothea Wierer e Dominik Windisch (Biathlon - Mass Start), Federica Brignone (Sci Alpino)
- Vela: Giuseppe Milone, Roberto Mottola di Amato, (Classe Tempest), Giorgio Gorla, Roberto Benamati (Classe Star), Alessandra Ingangi, Chiara Calligaris (Classe Europa) Angelo Glisoni (Classe Tornado)

### Personalità
- Sabatino Aracu
- Riccardo Fraccari
- Tuttosport

### Società sportive
- Cagliari Calcio
- Circolo della Spada di Vicenza
- Associazione Bocciofila Savonese
- Unione Sportiva Asiago Sci

### Palma d'oro al Merito tecnico
- Pallacanestro: Sergio Scariolo
- Pallavolo: Massimo Barbolini
- Sport Invernali: Fabrizio Curtaz, Alberto Ghidoni